# Heterostegane latifasciata
Heterostegane latifasciata là một loài bướm đêm trong họ Geometridae.